# 法蒂玛·迪亚梅
法蒂玛·迪亚梅（西班牙語：Fátima Diame，1996年9月22日—），西班牙女子田径运动员，2018年地中海运动会女子跳远和女子三级跳远铜牌得主、2024年世界室内田径锦标赛女子跳远铜牌得主。